# Timing (曲)
『Timing』（タイミング）は、ブラックビスケッツの2枚目のシングル。
1998年（平成10年）4月22日、BMG JAPANから発売。

## 概要
日本テレビ系『ウッチャンナンチャンのウリナリ!!』で結成されたブラックビスケッツ。自身最大のヒット曲であり、同番組から発売されたCDシングルとしても最大の売上を記録した。
出荷枚数約200万枚、オリコンでの累計売上は148.3万枚。2024年12月時点において歴代シングルランキング89位。メンバーのビビアン・スーの母国、台湾で「時機」というタイトルで販売、台湾のシングルチャート（IFPI台湾排行榜）で週間1位を記録。
- 『ウリナリ!!』で行われたポケットビスケッツとのシングル発売を賭けた「ガソリンすごろく対決」に勝利して発売された作品である[注釈 2]。
- ミュージック・ビデオはアメリカ合衆国・ニューヨークで撮影され、ロケ地の一つに、撮影から3年後の2001年に発生したアメリカ同時多発テロ事件で壊滅した ワールドトレードセンターの展望デッキも使用された。
- 売り上げが悪かったら、メンバーをビビアンからスージー・カンに、天山を当時アニマル梯団のコアラに、南々見をよゐこの濱口優に変更するという条件があったが、大ヒットによりメンバーの変更は免れた。
- 1998年（平成10年）12月31日、ポケットビスケッツ&ブラックビスケッツ・スペシャルバントとして出場した『第49回NHK紅白歌合戦』では「POWER & Timing 大晦日MIX」の中で歌唱された。
- 2011年（平成23年）2月、ビビアンが出演していた「スリムビューティハウス」のCMソングとして、原曲とは異なりスローテンポのバラードにアレンジされたビビアンのセルフカバーが使用される。
- 2016年（平成28年）7月から放送されたアニメ「ReLIFE」第3話のエンディング・テーマにも起用された。
- 2021年（令和3年）末にカバーしたKlang Ruler版が、2022年（令和4年）4月頃よりTikTok上で流行し[5][6]、同サイトでの再生回数は20億回を超え[7]、Billboard JAPANのTikTokチャートで2022年度上半期の1位を獲得した[8][9]。これが同年12月のブラックビスケッツ20年ぶりの復活のきっかけともなった。
- 2022年（令和4年）12月3日、日本テレビ「日テレ系アーティストの祭典 ベストヒット歌謡際」で、ブラックビスケッツが約20年ぶりに復活。『Timing』を含むメドレーを披露[10]。
- 2022年（令和4年）12月11日、ビビアン・スーがゲスト出演した『おしゃれクリップ』では、メンバーの天山ひろゆきこと天野ひろゆきが歌詞について言及しており、作詞した森浩美との会話の中で南原清隆が「ビビアンは全然流れも関係無く急にボソッと何か一言言ってタイミング悪いんだけど、みんなを和ませて笑いになったりするんだよね」と発言したことが歌詞のヒントになっていると語った[11]。
- 2023年（令和5年）12月31日、ポケットビスケッツ&ブラックビスケッツとして25年ぶり2回目の出場となった第74回NHK紅白歌合戦では「YELLOW YELLOW HAPPY～Timing」の中で歌唱された[12]。

## 収録曲
1. Timing
作詞：森浩美&ブラックビスケッツ、作曲：中西圭三&小西貴雄、編曲：小西貴雄
1stアルバム『LIFE』収録。
2. Timing（オリジナル・カラオケ）

## 収録曲（台湾盤）
1. 時機
中国語詞：VIVIAN HSU & A TEAM
ビビアン・スーのアルバム『絶対収蔵徐若瑄』に収録。
2. 時機（REMIX）
Remix：佐藤雅彦
1stアルバム『LIFE』に収録。
3. 時機（オリジナル・カラオケ）

## カバー
- 1998年、中西圭三 - セルフ・カバー。アルバム『SONGS』に収録。2016年に発売されたアルバム『All Time Best～KEIZO's 25th Anniversary』にも収録された。
- 2009年、Dub Master X - アルバム『Dub Master X presents Dub Summer Pop』に収録。
- 2011年、Y.O.Y - 長岡市ご当地アイドル。
- 2011年、ビビアン・スー - セルフ・カバー。『Natural Beauty』に収録。
- 2012年、Pinkish - セカンドシングル『タイミング〜Timing』。
- 2012年、アルマカミニイト - アルバム『ALMA COVERS』に収録されスペイン語詞にてカバー。
- 2013年、jyA-Me - カバー・アルバム『With. Me -Duet Cover-』に中西圭三とのデュエットを収録。
- 2014年、平井堅 - カバー・アルバム『Ken's Bar III』に収録。
- 2018年、Meik - 配信シングルとしてリリース、ミニアルバム『Make Cheer』にも収録。
- 2019年、フレンズ - 配信シングル。
- 2021年、千秋 - 自身のYouTubeチャンネルにて。
- 2021年、伊東健人 - カバー・アルバム『COVER～YOUTH～』に収録。
- 2021年、Klang Ruler - 配信シングル[13]。
- 2022年、Merm4id - 音楽ゲームアプリ D4DJ Groovy mix。

## 収録アルバム
- LIFE（#1）
- クライマックス・ベスト90'sプラチナ（#1） - 2枚組ディスク2に収録
- ザ・べスト・オブ・クライマックス［50 J-POP TRACKS］'95-'99（#1） - 3枚組ディスク3に収録
- いつでもパーティー！～平成J-POPコンピ～（#1） - 2枚組ディスク2に収録
- MD2000 〜ReLIFE Ending Songs〜（#1） - アニメ「ReLIFE」のエンディングテーマ集